# Señora (álbum)
Señora es el 15º álbum de estudio grabado por la cantante española Rocío Jurado. Lanzado por el sello discográfico RCA Víctor a finales de 1979, contó con la composición y producción de Manuel Alejandro, Ana Magdalena, David Beigbeder y José Antonio Álvarez Alija. El álbum triunfa con canciones como "Ese Hombre", "Señora", "Como Yo Te Amo" y "Algo Se Me Fue Contigo".

## Lista de Canciones
Todas las canciones escritas y compuestas por Manuel Alejandro y Ana Magdalena, excepto donde se indique.

| Cara 1 |                          |          |  |
| N.º    | Título                   | Duración |  |
| 1.     | «Si Llega Él»            | 4:55     |  |
| 2.     | «Ese Hombre»             | 4:29     |  |
| 3.     | «Algo Se Me Fue Contigo» | 4:49     |  |
| 4.     | «Como Yo Te Amo»         | 4:38     |  |
| 5.     | «Quiero Olvidarte Ahora» | 3:37     |  |

| Cara 2 |                            |                 |          |  |
| N.º    | Título                     | Letras          | Duración |  |
| 1.     | «Este Sed Que Tengo»       |                 | 4:09     |  |
| 2.     | «Muchacho»                 |                 | 3:25     |  |
| 3.     | «Señora»                   |                 | 4:21     |  |
| 4.     | «Amores a Solas»           | David Beigbeder | 4:41     |  |
| 5.     | «Me Hubiera Gustado Tanto» | David Beigbeder | 3:41     |  |

| CD  |                            |          |  |
| N.º | Título                     | Duración |  |
| 1.  | «Si Llega Él»              | 4:55     |  |
| 2.  | «Ese Hombre»               | 4:29     |  |
| 3.  | «Algo Se Me Fue Contigo»   | 4:49     |  |
| 4.  | «Como Yo Te Amo»           | 4:38     |  |
| 5.  | «Quiero Olvidarte Ahora»   | 3:37     |  |
| 6.  | «Esta Sed Que Tengo»       | 4:09     |  |
| 7.  | «Muchacho»                 | 3:25     |  |
| 8.  | «Señora»                   | 4:21     |  |
| 9.  | «Amores a Solas»           | 4:41     |  |
| 10. | «Me Hubiera Gustado Tanto» | 3:41     |  |